# Барышников, Илья Егорович
Илья Егорович Барышников — советский хозяйственный, государственный и политический деятель.

## Биография
Родился в 1923 году в деревне Тигашёво. Член КПСС.
Участник Великой Отечественной войны. С 1945 года — на хозяйственной, общественной и политической работе. В 1945—1983 гг. — тракторист Чкаловской МТС, механизатор, бригадир полеводческой бригады, бригадир комплексной бригады колхоза «Герой» Батыревского района Чувашской АССР.
Избирался депутатом Верховного Совета СССР 7-го созыва.
Заслуженный работник сельского хозяйства Чувашской АССР. 26 октября 1967 г. занесен в Почетную Книгу Трудовой Славы и Героизма Чувашской АССР.
Умер в деревне Тигашёво в 2005 году.